# ゲームのタイトル一覧
ゲームのタイトル一覧（ゲームのタイトルいちらん）では、ゲームの一覧記事を列記する。

## いわゆる非電源系ゲーム
- テーブルトークRPGのタイトル一覧
- ボードゲームのタイトル一覧 → シミュレーションゲーム、ボードゲーム
  - ボード・ウォー・シミュレーションゲーム のタイトル一覧
- カードゲームの一覧 → カードゲーム、トランプ
  - トレーディングカードゲームのタイトル一覧
- 野外で遊ぶゲーム（鬼ごっこなど） → こどもの文化
- 囲碁のタイトル戦 → 棋戦 (囲碁)
- 将棋のタイトル戦 → 棋戦 (将棋)

## コンピュータゲームソフト

### プラットフォーム別一覧
- 任天堂
  - ファミリーコンピュータのゲームタイトル一覧
    - ファミリーコンピュータ ディスクシステムのゲームタイトル一覧

  - スーパーファミコンのゲームタイトル一覧
  - バーチャルボーイのゲームタイトル一覧
  - NINTENDO 64のゲームタイトル一覧
  - ニンテンドー ゲームキューブのゲームタイトル一覧
  - Wiiのゲームタイトル一覧
    - Wiiウェアのゲームタイトル一覧

  - Wii Uのゲームタイトル一覧
  - Nintendo Switchのゲームタイトル一覧
  - Nintendo Switch 2のゲームタイトル一覧
  - ゲームボーイのゲームタイトル一覧
    - ゲームボーイカラーのゲームタイトル一覧

  - ゲームボーイアドバンスのゲームタイトル一覧
  - ニンテンドーDSのゲームタイトル一覧
    - ニンテンドーDSiウェアのタイトル一覧

  - ニンテンドー3DSのゲームタイトル一覧
  - ニンテンドウパワーのゲームタイトル一覧
  - バーチャルコンソールのゲームタイトル一覧
- ソニー・コンピュータエンタテインメント
  - PlayStationのゲームタイトル一覧
  - PlayStation 2のゲームタイトル一覧
  - PlayStation 3のゲームタイトル一覧
  - PlayStation 4のゲームタイトル一覧
  - PlayStation 5のゲームタイトル一覧
  - PlayStation Portableのゲームタイトル一覧
  - PlayStation Vitaのゲームタイトル一覧
  - ゲームアーカイブス
- マイクロソフト
  - Xboxのゲームタイトル一覧
  - Xbox 360のゲームタイトル一覧
  - Xbox Oneのゲームタイトル一覧
  - Xbox Series X/Sのゲームタイトル一覧
  - Xbox Live Arcadeのゲームタイトル一覧
- セガ
  - SG-1000のゲームタイトル一覧
  - セガ・マークIIIのゲームタイトル一覧
  - メガドライブのゲームタイトル一覧
    - メガCDのゲームタイトル一覧
    - スーパー32Xのゲームタイトル一覧

  - セガサターンのゲームタイトル一覧
  - ドリームキャストのゲームタイトル一覧
    - ドリームライブラリのゲームタイトル一覧

  - ゲームギアのゲームタイトル一覧
- バンダイ
  - プレイディアのゲームタイトル一覧
  - ワンダースワンのゲームタイトル一覧
- NEC
  - PCエンジンのゲームタイトル一覧
  - PC-FXのゲームタイトル一覧
- 松下電器産業
  - 3DOのゲームタイトル一覧
- SNK
  - ネオジオのゲームタイトル一覧（ネオジオCDも含む）
  - ネオジオポケットのゲームタイトル一覧
- アーケードゲーム
  - アーケードゲームのタイトル一覧
  - （※システム基板の一覧についてはアーケードゲーム基板を参照）
- パソコンゲーム
  - MSXのゲームタイトル一覧
  - PC-8800シリーズのゲームタイトル一覧
  - PC-9800シリーズのゲームタイトル一覧
- IPodのゲームタイトル一覧

### シリーズ別一覧
- ウィザードリィのシリーズ一覧
- ガンダムシリーズゲーム作品一覧
- クターシリーズのゲーム一覧
- ゼルダの伝説シリーズの作品・関連作品の一覧
- ディズニーのコンピュータゲーム作品
- ファイナルファンタジーシリーズの作品一覧
- ポケットモンスターのスピンオフゲーム

### メーカー別一覧
- アトラス発売のゲームタイトル一覧
- コーエーテクモゲームスのゲーム一覧
- コナミデジタルエンタテインメント発売の製品一覧
- スクウェア・エニックスのゲームタイトル一覧
- ソニー・インタラクティブエンタテインメントのゲームタイトル一覧
- 日本コロムビア発売のゲームタイトル一覧
- 日本ファルコムのコンピュータゲーム作品一覧
- 任天堂発売のゲームタイトル一覧
- バンダイナムコゲームス発売のゲームタイトル一覧
- マーベラス発売のゲームタイトル一覧

### ジャンル別一覧
- 対戦アクションゲーム一覧
- 対戦型格闘ゲーム一覧
- パズルコンピュータゲームの一覧
- バトルロイヤルゲーム一覧
- フライトシミュレーションソフトの一覧
- 麻雀ゲームソフト一覧
- 迷路コンピュータゲームの一覧

### レーティング別一覧
- CEROレーティング教育・データベースソフトの一覧
- CEROレーティング全年齢対象ソフトの一覧
- CEROレーティング12才以上対象ソフトの一覧
- CEROレーティング15才以上対象ソフトの一覧
- CEROレーティング17才以上対象ソフトの一覧
- CEROレーティング18才以上対象ソフトの一覧
- CEROレーティング18才以上のみ対象ソフトの一覧
- ESRBレイティング別対象ソフト一覧・E (6歳以上)
- ESRBレイティング別対象ソフト一覧・E10+ (10歳以上)
- ESRBレイティング別対象ソフト一覧・T (13歳以上)
- ESRBレイティング別対象ソフト一覧・M (17歳以上)
- ESRBレイティング別対象ソフト一覧・AO (18歳未満提供禁止)
- アダルトゲームのタイトル一覧

### ゲームレーベル
- SIMPLEシリーズ#タイトルリスト
- SuperLiteシリーズ#作品リスト
- SEGA AGES
  - セガサターン版シリーズ
  - セガエイジス2500シリーズ
  - セガエイジスオンライン
  - Nintendo Switch版タイトル一覧
- PS one Books
- Major Wave シリーズ